# Al-Shushtari
Abu-al-Hasan Ali ben Abdallah al-Nuymari as-Shushtari (en arabe : ابو الحسن الششتري) ou Al-Shushtari, né en 1212 à Guadix (Empire Almohade) et mort en 1269 à Damiette (Sultanat mamelouk), était un poète soufi andalou.
Ses poèmes étaient faits pour être chantés. Ils employaient des mono-rimes (en arabe إيطاء ) simples pour exprimer des louanges à Dieu, avec les notes musicales de l’époque, ce qui lui permit une large reconnaissance au-delà de la quelques centaines de disciples de sa propre confrérie Shushtariyya.
Il semble par ailleurs qu’Al-Sustari ait également vécu dans les environs de Meknès à en croire ses poèmes.

De nombreux couplets des poèmes d’Al-Shushtari (62 poèmes courts aussi appelés « Tawshih ») ont été identifiés dans la musique andalouse classique qui est toujours chantée aujourd’hui au Maroc et en Algérie. Au Machrek (Proche-Orient), il est surtout célèbre aujourd’hui pour son poème Un petit cheikh des terres de Meknès (en arabe شويخ من أرض مكناس, Shewiyekh men-ard Meknes), une chanson qui garde une forte popularité aujourd'hui et est toujours chantée et reprise aussi bien au Maroc qu'en Égypte notamment.

## Enregistrement
- Ritual sufí andalusí, al-Shushtari, Omar Metioui, Eduardo Paniagua, Madrid, Pneuma, 1998
- Dhikr y sama':canto religioso de la cofradía sufí-andalusí al-Shushtari. Poemas del místico al-Shushtari, Omar Metioui, Eduardo Paniagua, Madrid, Pneuma, 1998.